# August-Bebel-Platz 4 (Weimar)

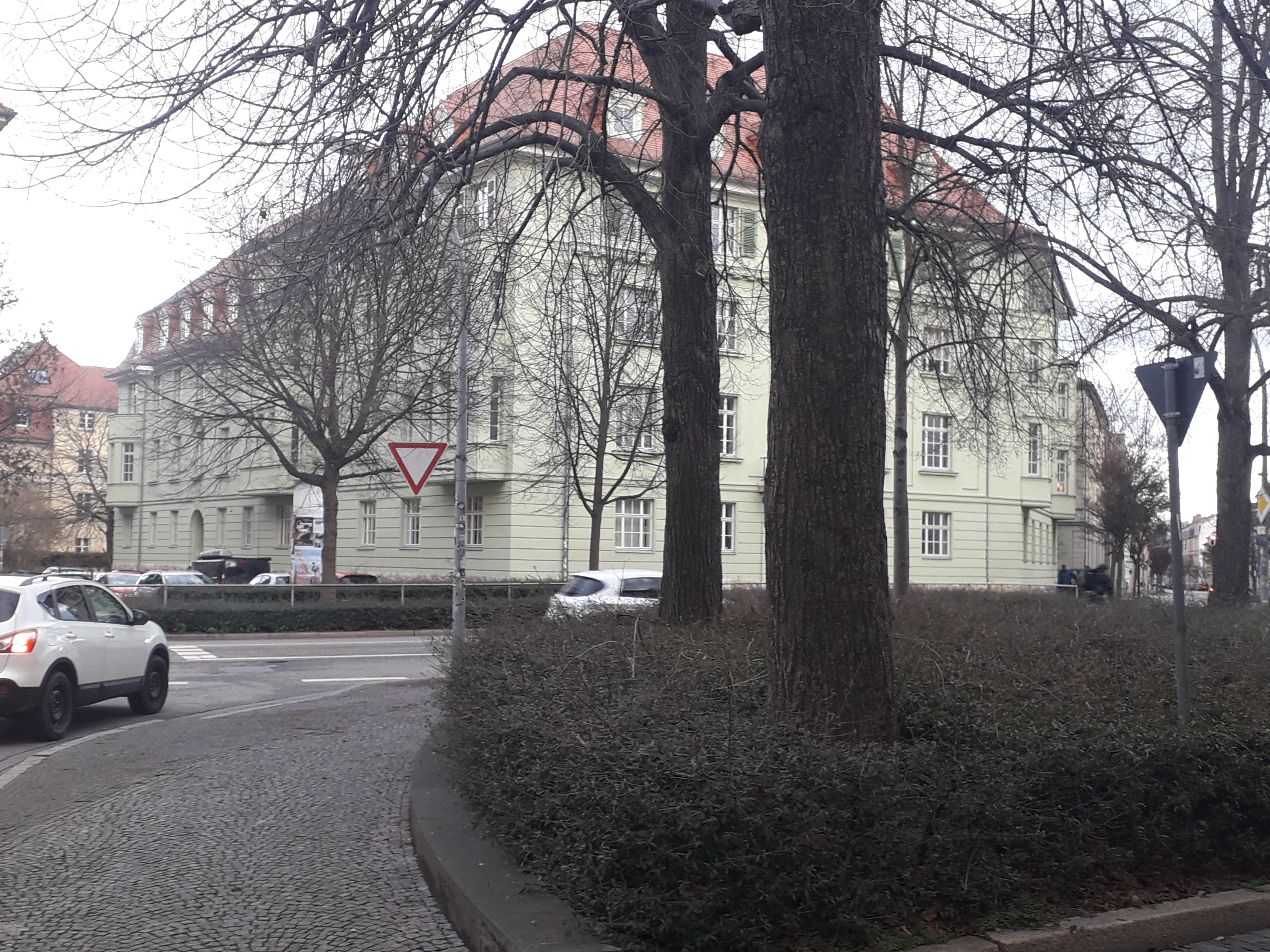
August-Bebel-Platz 4

Das Haus August-Bebel-Platz 4 in Weimar entstand ca. 1925 als Wohnhaus für Beamte und ist architektonisch dem Heimatschutzstil zuzurechnen. Das Gebäude steht auf der Liste der Kulturdenkmale in Weimar (Einzeldenkmale).

## Bauziel
Mit der Errichtung des Hauses sollte der Wohnungsknappheit für Beamten begegnet werden, die sich durch starken Zuzug verstärkte.
Damit war die Errichtung zugleich eine staatliche Angelegenheit, die über ein normales Genehmigungsverfahren hinausging. Der thüringische Staat war hier auch der Bauherr.

## Entwurf
Den Entwurf dieses Hauses lieferte der thüringische Oberbaudirektor Jakob Schrammen. Die Häuserzeile mit Mansarddach ist viergeschossig, hat einen Balkon über dem Eingang am August-Bebel-Platz und verfügt über mehrere Erker. Auch das Haus August-Bebel-Platz 2, 3 geht auf ihn zurück. Auch dieses Gebäude ist denkmalgeschützt.
Zu den weiteren von Schrammen entworfenen Beamtenwohnhäuser gehören auch das Haus in der Schubertstraße 37, das in der Trierer Straße 38 und letztlich der gesamte Bereich der Großmutterleite.
Auf dem einstigen Bismarckplatz vor diesem Gebäude befand sich der Kolonialbrunnen.

## Publikation
Über das Gebäude wurde 1928 erstmals von August Lehrmann publiziert.